# Stránske
Stránske (em húngaro: Alsóosztorány) é um município da Eslováquia, situado no distrito de Žilina, na região de Žilina. Tem 18,75 km² de área e sua população em 2018 foi estimada em 848 habitantes.

## Demografia
| Ano:        | 1994 | 2004   | 2014    | 2024    |
| ----------- | ---- | ------ | ------- | ------- |
| Broj ljudi: | 697  | 686    | 788     | 950     |
| Razlika:    |      | -1,57% | +14,86% | +20,55% |

| Ano:               | 2023 | 2024   |
| ------------------ | ---- | ------ |
| Número de pessoas: | 946  | 950    |
| Diferença:         |      | +0,42% |